# 馬思純
馬 思純（マー・スーチュン、1988年3月14日 - ）は、中華人民共和国の女優。

## 経歴
安徽省蚌埠市出身。イスラム系の少数民族回族出身で、1995年に映画『三个人的冬天』に出演し7歳で子役としてデビュー。
2011年のドラマ『ハッピー・カラーズ 〜ぼくらの恋は進化系〜』で大人の女優として頭角を現し、2015年の映画『ひだりみみ』では金馬奨の助演女優賞にノミネートされる。2016年の映画『ソウルメイト/七月と安生』ではダブル主演したチョウ・ドンユィとともに金馬奨最優秀主演女優賞をダブル受賞。男装の女将軍を演じた2017年の主演ドラマ『花と将軍 〜Oh My General〜』も大ヒットした。
2020年7月から心の病気で活動を休止していたが、2021年に精神的なプレッシャーで長年苦しんできたことを語った動画をSNSに投稿するなどで近況を伝えた。

## 出演作品

### 映画
- 三个人的冬天（1995年）
- 秘岸（2008年）
- 我们天上见（2010年）
- 岁月无声（2012年）
- 一分間だけ 只要一分鐘（2014年）
- 白相（2014年）
- ひだりみみ 左耳（2015年） 2015東京・中国映画週間で上映
- 我的男友和狗（2015年）
- 誘拐捜査 解救吾先生（2015年）
- タイム・レイダーズ 盗墓笔记（2016年） 2016東京・中国映画週間で上映
- ソウルメイト/七月と安生 七月与安生（2016年）
- 妖铃铃（2017年）
- 奇葩朵朵（2018年）
- 王朝の陰謀 闇の四天王と黄金のドラゴン 狄仁杰之四大天王（2018年）
- シャドウプレイ 風中有朵雨做的雲（2019年）
- 夢の裏側 ドキュメンタリー・オン・シャドウプレイ 夢的背後（2019年）
- ワイルドグラス 荞麦疯长（2020年） 2020東京・中国映画週間で上映
- 第一炉香 第一炉香（2021年） 第33回東京国際映画祭で上映

### テレビドラマ
- 大宅门（2001年）
- 恋人（2010年）
- ハッピー・カラーズ 〜ぼくらの恋は進化系〜 摩登新人类（2011年）
- 刷新3+7（2012年）
- 未婚妻（2013年）
- 爱情最美丽（2014年）
- 不可思议的夏天（2014年）
- 武則天 -The Empress- 武媚娘传奇（2014年）
- 愛と容疑者に堕ちて 他来了，请闭眼（2015年）
- ミーユエ 王朝を照らす月 芈月传（2015年）
- 会痛的十七岁（2016年）
- 花と将軍 〜Oh My General〜 将军在上（2017年）
- 橙红年代（2018年）
- 私だけのスーパースター 〜Mr. Fighting〜 加油，你是最棒的（2019年）
- キミだけのヒーローになりたい 你是我的城池营垒（2021年）
- 夜明けの光 真実を知るその日まで 江照黎明（2022年）